# Стройный глянцевый уж
Стройный глянцевый уж (лат. Arizona elegans) — вид змей семейства ужеобразных. Единственный вид рода Arizona.
Общая длина колеблется от 75 см до 1,5 м. Голова небольшая, морда заострённая. Туловище цилиндрическое с гладкой, блестящей чешуёй. Пятна на спине светло-коричневые с серой окантовкой на бледном желтовато-коричневом, кремовом или коричневом фоне.
Любит сухие, открытые пространства, в частности луга, кустарники, редколесья и пустыни. Активен днём. Питается ящерицами, змеями и мелкими млекопитающими. Имеет мощную сжимающую мускулатуру. Очень безобидная змея, не оказывает попыток кусаться даже сразу после схватывания человеком.
Это яйцекладущая змея. Самка откладывает от 10 до 20 яиц. Через 72 дня появляются молодые ужи длиной 25 см.
Живёт в США (штаты Калифорния, Невада, Аризона, Нью-Мексико, Техас, Оклахома, Канзас, Колорадо) и Мексике (штаты Нижняя Калифорния, Сонора, Чиуауа, Синалоа, Дуранго, Коауила, Нуэво-Леон, Тамаулипас, Агуаскальентес).